# Microsoft Lumia 430
Microsoft Lumia 430 — двухсимочный смартфон, разработанный компанией Microsoft. Официально был представлен в марте 2015 года, а старт продаж телефона в России начался 24.04.2015 по цене 4 490 рублей . Телефон изначально шёл c предустановленной версией Windows Phone 8.1 (Lumia Denim). Доступно два цветовых решения: оранжевый, чёрный.